# Đường cao tốc S6 (Ba Lan)
Đường cao tốc S6 (ở Ba Lan droga ekspresowa S6) là một con đường lớn ở Ba Lan đã được lên kế hoạch chạy từ tuyến đường cao tốc A6 ở Szczecin, qua Goleniów ở Tây Pomerania đến Gdańsk song song với bờ biển Baltic, tạo thành kết nối chính giữa Gdańsk và Szcecin. 

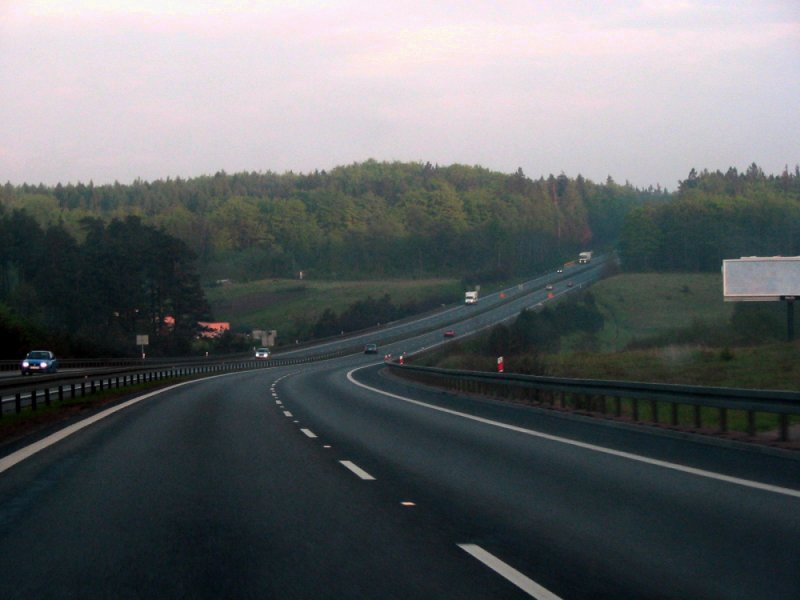
Obwodnica Trójmiejska

Hiện nay, phần đáng kể duy nhất của con đường S6 đã được xây dựng là Obwodnica Trójmiejska (đường tránh Tricity) từ Gdańsk đến Gdynia, dài 38.6 km. Ngoài ra một phần của S6 là đường tránh Słupsk dài 16.3 km đã hoàn thành vào tháng 10 năm 2010  Đường tránh Nowogard đã được hoàn thành vào tháng 12 năm 2011.
Vào tháng 7 năm 2010, tuyến đường giữa Goleniów và Słupsk đã được hoàn thành - nó sẽ dài khoảng 180 km (110 mi) và đi qua phía nam của Kołobrzeg và sau đó là phía bắc của Koszalin. Con đường sẽ là đường làn kép, với 27 nút giao và 130 cầu cạn, với khoảng 20% nằm trên tuyến đường hiện tại của Quốc lộ 6 (DK6). Do thiếu hụt về tài chính, việc xây dựng dự kiến sẽ không bắt đầu trước năm 2020. Tuy nhiên, sau đó, lịch trình đã được đẩy nhanh. Các hồ sơ dự thầu xây dựng phần đường giữa Goleniów và Koszalin đã được công bố vào tháng 8 năm 2014, với dự kiến hoàn thành vào khoảng năm 2018. Lộ trình chính xác của đoạn đường S6 giữa Słupsk và Gdańsk vẫn chưa được xác định.
Sau Thế chiến I, hiệp hội HaFraBa của Đức đã thiết lập kế hoạch xây dựng một đường cao tốc quốc gia dọc theo tuyến đường từ Berlin, qua Hành lang Ba Lan, đến Thành phố Tự do Danzig và Đông Phổ (ngày nay gọi là Berlinka). Việc xây dựng đã được chính quyền Đức Quốc xã thúc đẩy sau năm 1933 khi đường cao tốc quốc gia đặc quyền ngoại giao băng qua Hành lang Ba Lan trước Thế chiến II Ba Lan xa hơn về phía nam so với xa lộ S6 hiện đại đã được lên kế hoạch, tuy nhiên con đường chưa bao giờ được hoàn thành.

## Các phần của đường cao tốc
| Đoạn đường cao tốc                  | Chiều dài | Xây dựng    | chú thích |
| ----------------------------------- | --------- | ----------- | --- |
| Szczecin Tczewska - Goleniów Północ | 24,6 km   | 1976-1979   | nhập lại với đường S3 ở đoạn này, đấu thầu để tiến hành tu sửa                                                                                             |
| Goleniów Północ- Nowogard Zachód    | 19.2 km   | 2015 – 2019 | Khai trương tháng 4 năm 2019 |
| Nowogard Zachód - Nowogard Wschód   | 9,4 km    | 2010 – 2011 | khai trương tháng 12 năm 2011 |
| Nowogard Wschód- Płoty              | 20 km     | 2015 – 2019 | đấu thầu hợp đồng thiết kế xây dựng ban hành vào tháng 8 năm 2014, hợp đồng được ký vào tháng 11 năm 2015                                                  |
| Płoty- Kiełpino                     | 14.6 km   | 2015 – 2019 | đấu thầu hợp đồng thiết kế xây dựng ban hành vào tháng 8 năm 2014, hợp đồng được ký vào tháng 11 năm 2015                                                  |
| Kiełpino - Kołobrzeg Zachód         | 24 km     | 2015 – 2019 | đấu thầu hợp đồng thiết kế xây dựng ban hành vào tháng 8 năm 2014, hợp đồng được ký vào tháng 11 năm 2015                                                  |
| Kolobrzeg Zachód- Ustronie Morskie  | 14,7 km   | 2015 – 2019 | đấu thầu hợp đồng thiết kế xây dựng ban hành vào tháng 8 năm 2014, hợp đồng được ký vào tháng 11 năm 2015                                                  |
| Ustronie Morskie - Koszalin         | 24.2 km   | 2015 – 2019 | đấu thầu hợp đồng thiết kế xây dựng ban hành vào tháng 8 năm 2014, hợp đồng được ký vào tháng 11 năm 2015                                                  |
| Koszalin - Słupsk                   | 66.1 km   | –           | Đã đấu thầu |
| Đường tránh Słupsk                  | 16.3 km   | 2008 – 2010 | khai trương tháng 10 năm 2010. Được xây dựng dưới dạng đường đơn với không gian chờ để thêm đường thứ hai trong tương lai, đường thứ hai đã được đấu thầu. |
| Słupsk- Gdynia                      | 105,5 km  | –           | Đã đấu thầu |
| Đường tránhTracy II (gần Żukowo)    | 32,7 km   |             | Đã đấu thầu |
| Đường tránh Tracy                   | 38,6 km   | 1973 – 2008 | được xây dựng theo các giai đoạn, bắt đầu từ năm 1973 |